# Чивита (Фрозиноне)
Чивита је насеље у Италији у округу Фрозиноне, региону Лацио.
Према процени из 2011. у насељу је живело 100 становника. Насеље се налази на надморској висини од 835 м.